# LaMDA (taalmodel)
LaMDA (Language Model for Dialogue Applications) is een reeks neurale taalmodellen, ontwikkeld door Google AI.
De eerste generatie werd aangekondigd tijdens de Google-ontwikkelaarsconferentie van 2021, terwijl de tweede generatie werd aangekondigd tijdens hetzelfde evenement van het jaar daarop. In juni 2022 kreeg LaMDA veel aandacht toen Google-ingenieur Blake Lemoine beweerde dat de chatbot “gevoelens” had ontwikkeld. Een meerderheid van wetenschappers verwierp de beweringen van Lemoine, maar de controverse leidde tot discussies over de doeltreffendheid van de turingtest, die moet uitmaken of een computer kan doorgaan voor een mens.
In februari 2023 kondigde Google Bard aan, een chatbot voor conversatie met kunstmatige intelligentie op basis van LaMDA, om de concurrentie met OpenAI's ChatGPT aan te gaan.